# Hydrotaea hirtipes
Hydrotaea hirtipes este o specie de muște din genul Hydrotaea, familia Muscidae. A fost descrisă pentru prima dată de Malloch în anul 1924.
Este endemică în New York. Conform Catalogue of Life specia Hydrotaea hirtipes nu are subspecii cunoscute.